# Manuel da Costa Lima
Manoel da Costa Lima (Santana do Paranaíba, 8 de outubro de 1866 — Campo Grande, 11 de agosto de 1955) foi um construtor e empreendedor brasileiro, pioneiro na abertura de ligação do então sul de Mato Grosso com São Paulo, responsável pela primeira navegação a vapor no rio Paraná, em 1906. Fundou as localidades de Porto Quinze de Novembro, Bataguaçu e Santa Rita do Pardo, além de participar da fundação de Anaurilândia, todas em Mato Grosso do Sul. Também era conhecido como Manoel Cecílio da Costa Lima ou Major Cecílio.

## As primeiras expedições
Nascido no distrito de Baús, na então Santana do Paranaíba, no atual estado de Mato Grosso do Sul, filho de José da Costa Lima e Francelina Garcia Leal, bisneto tanto paterno, quanto materno de um dos pioneiros colonizadores do sul matogrossense, João Pedro Garcia Leal, e de sua esposa, Antônia Ferreira de Jesus.
A partir de 1900, Manoel da Costa Lima prepara várias expedições à procura do caminho mais curto até o rio Paraná com o objetivo de chegar aos grandes centros pecuaristas de São Paulo, já que o único caminho então era feito pelo estado de Minas Gerais, após longo caminho, o que acarretava sérios prejuízos por conta da mortalidade dos animais. Graças ao apoio dado por parentes, bem como de empregados seus, ele abriu uma estrada que ligava Campo Grande até à margem direita da foz dos rios Paraná e Pardo, onde funda o Porto XV de Novembro.
Ainda em 1900, abre uma picada nas matas de São Paulo, ao descer por onde hoje é a cidade de Presidente Epitácio, em direção ao atual município de Indiana, onde convida os paulistas a povoar tão erma região. De volta dessa expedição, atravessa o rio Pardo, e após percorrer cerca de doze léguas, erige uma cruz de aroeira, onde funda um vilarejo chamado Xavantina, em homenagem aos índios Xavantes que ali moravam. Hoje, o lugar é denominado Santa Rita do Pardo.
O major Cecílio como era conhecido, à época, nos sertões de Mato Grosso, somente veio a ter o seu mérito de empreendedor visionário, a anos luz do seu tempo, 64 anos depois da implantação da balsa boiadeira, em Porto XV de Novembro, durante o regime militar, quando foi denominada a ligação rodoviária entre a ponte Hélio Serejo, sobre o rio Paraná na divisa com São Paulo, até Campo Grande, passando por Nova Alvorada do Sul, com o nome de Rodovia Manuel da Costa Lima, as rodovias federais, BR-267, entre a divisa de Mato Grosso do Sul com São Paulo até Nova Alvorada do Sul, no entroncamento desta com a BR-163, e o trecho da BR-163, entre Nova Alvorada do Sul até Campo Grande, conforme Lei n° 5 616, de 14 de outubro de 1970, publicada no Diário Oficial da União, de 15 de outubro de 1970, onde textualmente está descrito: "Os trechos de Porto XV a Rio Brilhante e de Rio Brilhante a Campo Grande, respectivamente, da BR-267 e da BR-163, passam a denominar-se "Rodovia Manuel da Costa Lima".

## A estrada
Em 1902, o Poder Executivo de Mato Grosso autorizava Manoel da Costa Lima a construir uma estrada de rodagem, sob o caminho aberto por ele, mas às custas do próprio explorador. Em 1904, entrega ao Governo o Memorial Descritivo da estrada de 54 léguas e 5 403 metros de extensão. Entretanto, dentro deste projeto, aparece um grande problema: 2 250 metros de largura, de margem à margem, do rio Paraná. Na época, ainda não havia cidades ou grandes portos na região. A solução então encontrada foi a aquisição de um barco a vapor.

## A epopeia

### A aquisição da embarcação
Intrépido, Manoel da Costa Lima se dispôs a ir até Concepción, no Paraguai, vender seu gado para assim, adquirir uma embarcação, conhecida como Carmelita, também conhecida como Panchita. Também mandou fabricar carretões resistentes para o transporte do barco.

### O transporte no seco
Em 1905, a Carmelita já estava subindo os rios Paraguai, Miranda e Aquidauana. E foi na povoação de Aquidauana que ancorou. Com parcos meios, desembarcou os carretões e, com a força dos homens e dos bois, desmontou a embarcação e a levou até Campo Grande, puxado por duzentos bois, ocasião em que abriu a estrada Campo Grande-Aquidauana, cortando a Serra de Maracajú. Na chegada em Campo Grande, causou grande alvoroço, já que o tamanho das peças e da comitiva era enorme para a época. Ficaram nas ruas centrais da cidade por três dias.

### O remonte
Depois da saída de Campo Grande, rumo ao leste, a comitiva chega ao pontal dos rios Lontra e Anhanduizinho. Neste ponto, a embarcação é remontada, desce as águas do rio Anhanduí e Pardo até as do rio Paraná, no Porto Quinze de Novembro.

## A primeira navegação
Em 8 de outubro de 1906 iniciou-se a primeira navegação a vapor do Rio Paraná. Manoel da Costa Lima ainda conseguiu trazer mais duas chatas de São Paulo, construiu balsas-currais, mangueiros, embarcadouros com brete e outras obras rústicas tanto em Mato Grosso do Sul, como na margem paulista do rio Paraná (atual Presidente Epitácio e Porto Tibiriçá).

## As linhas telefônicas
Ainda nesse período até 1916, Manoel da Costa Lima instalou, nas recém-criadas fazendas da região, 36 linhas telefônicas, talvez as primeiras de Mato Grosso do Sul.